# Castellazo

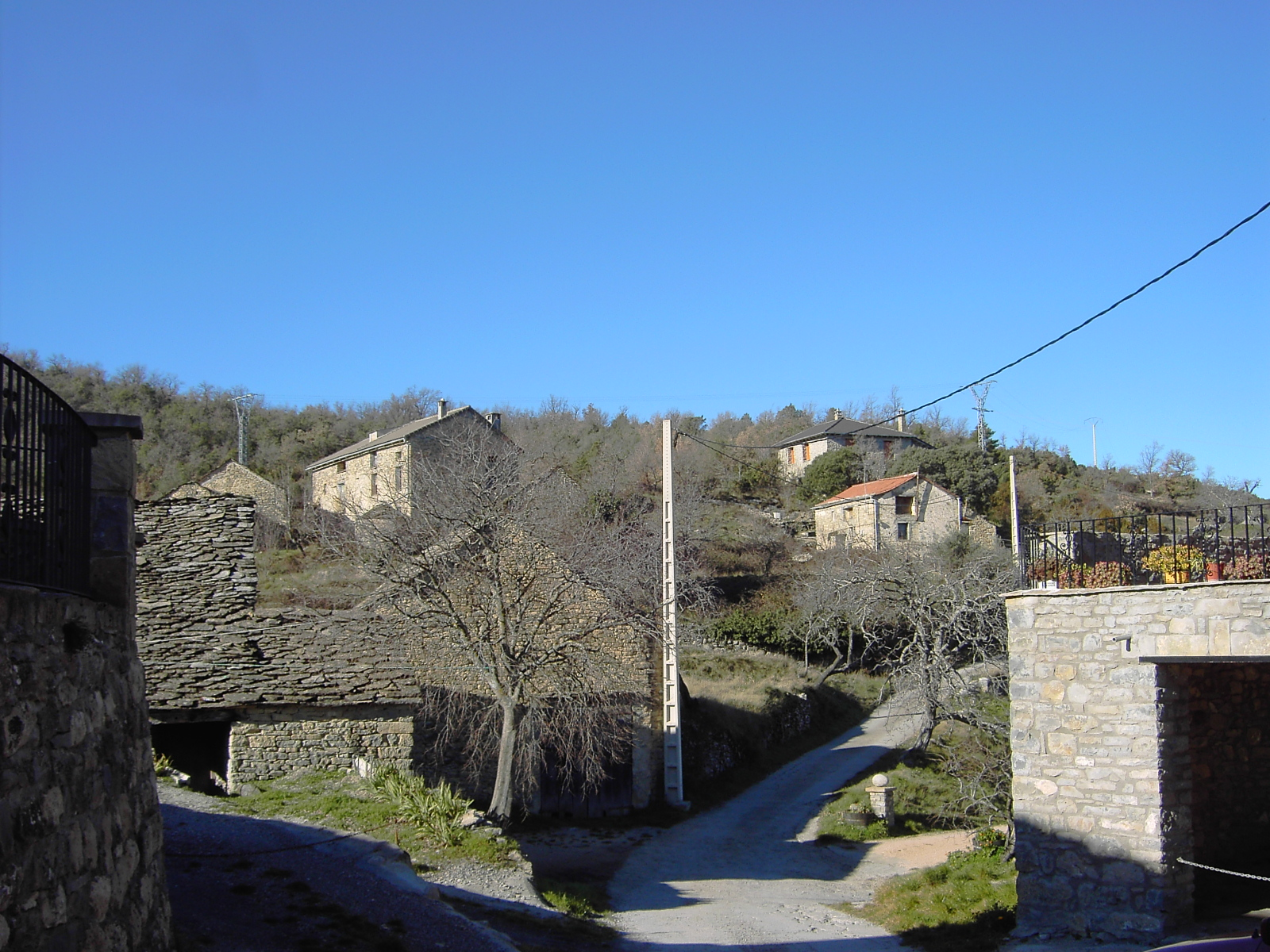
Castellazo

Castellazo és un antic municipi de la comarca del Sobrarbe, al Pirineu d'Osca, a Aragó. Actualment és dependent de l'ajuntament d'Ainsa.
Se situa entre els 884 i els 930 metres d'altitud sobre el nivell del mar. La seva població ha passat dels 46 habitants el 1980 als 15 del 2005, passant per estar despoblat el 1991.
La seva edificació més emblemàtica és l'església de San Salvador del segle xii.